# Bombardeo de la escuela Jadiya
El bombardeo de la escuela Jadiya fue un ataque aéreo llevado a cabo el 26 de julio de 2024, por las Fuerzas de Defensa de Israel (FDI) contra la escuela Jadiya administrada por la UNRWA y situada en Deir al-Balah, en el centro de la Franja de Gaza. En el momento del ataque la escuela albergaba a personas desplazadas por la invasión israelí de la Franja de Gaza, entre ellas numerosas mujeres y niños. El ataque aéreo mató al menos a treinta personas, incluido siete niños, y dejó más de cien heridos. Las víctimas, que habían buscado refugio en la escuela, fueron trasladadas al Hospital de los Mártires de Al-Aqsa para recibir atención médica.

## Bombardeo
El ataque alcanzó la escuela Jadiya, que servía como refugio para personas desplazadas y también funcionaba como hospital de campaña improvisado. La defensa civil de Gaza dijo que la escuela albergaba a unas 4000 personas desplazadas que se habían refugiado allí, huyendo de los combates y de los intensos bombardeos israelíes. El hospital de campaña ubicado dentro de la escuela pertenecía al Hospital de los Mártires de Al-Aqsa que se encuentra en Deir al-Balah, donde los equipos médicos, con pocos recursos, trabajan sin descanso.
El ataque se produjo después de que el ejército israelí emitiera nuevas órdenes de evacuación, pidiendo a los palestinos que se trasladaran a la zona humanitaria de Al-Mawasi.
Israel justificó el ataque afirmando, como lo hace habitualmente en todos los ataques que realiza contra la infraestructura civil en Gaza, que había llevado a cabo «un ataque preciso contra terroristas que operaban dentro de un centro de comando y control de Hamás», supuestamente ubicado dentro de la escuela. También afirmaron que «Paralelamente, los terroristas desarrollaron y almacenaron grandes cantidades de armas dentro del recinto». Por su parte, Hamás dijo en un comunicado en Telegram que la información de que la escuela estaba siendo utilizada con fines militares era «falsa» y que «personas desplazadas, enfermas y heridas, la mayoría de las cuales eran mujeres y niños» habían muerto. Por su parte el Ministerio de Salud de Gaza dijo que las imágenes mostraban que las víctimas eran civiles y la mayoría de ellas niños. La BBC verificó un video que muestra a niños entre los heridos.
Un video verificado de las consecuencias del ataque israelí, muestra una situación caótica, con gente corriendo alrededor de un recinto cubierto de escombros. Unos hombres llevan en brazos a dos niños ensangrentados mientras una mujer abraza a otro, y un grupo lleva a un hombre herido en una camilla. Un cuerpo yace en el suelo cubierto con una manta. Mustafa Rafati, testigo presencial del ataque, dijo a la BBC que la explosión le sacudió el cuerpo y que se cayó por el impacto. Asustado, dijo que corrió hacia el interior de la escuela y vio partes de cuerpos en una «escena aterradora».

## Reacciones
- El Alto Representante de la Unión para Asuntos Exteriores y Política de Seguridad, Josep Borrell, expresó su desaprobación del ataque y subrayó la necesidad de un alto el fuego.[2]

- Hamás condenó los ataques aéreos como parte de un «plan de genocidio» contra el pueblo palestino y pidió una intervención internacional para detener lo que describió como una campaña sistemática de violencia contra los palestinos.[9][10]

- El Parlamento árabe condenó enérgicamente el ataque aéreo, calificándolo de «masacre atroz» y «violación flagrante del derecho internacional». Criticó el silencio de la comunidad internacional y pidió que se tomen medidas inmediatas para que Israel rinda cuentas por sus acciones. también instó a los parlamentos internacionales, regionales y europeos a presionar a sus gobiernos para que adopten una postura contra estos crímenes.[11]

- El primer ministro irlandés, Simon Harris, condenó el ataque aéreo, calificándolo de «inhumano y despreciable». Subrayó que atacar una zona poblada por familias desplazadas era inaceptable y pidió un alto el fuego inmediato. También destacó el uso desproporcionado de la fuerza por parte de Israel y la necesidad urgente de un acceso humanitario sin trabas a Gaza.[12]

- El gobierno iraní expresó su profunda desaprobación del ataque y enfatizó la urgente necesidad de una intervención internacional para detener la violencia en curso.[13]

- Siria denunció las masacres diarias que lleva a cabo la ocupación israelí contra el pueblo palestino. El gobierno sirio destacó el sufrimiento continuo de los palestinos y pidió una acción internacional inmediata para proteger a los civiles.[14]

- ActionAid International pidió el fin inmediato de las hostilidades e instó a todos los gobiernos a cumplir con sus obligaciones en virtud del derecho internacional para garantizar la seguridad de todos los civiles.[15]

- Islamic Relief publicó un comunicado en el que decía: «Estamos consternados por otra masacre mortal en una escuela».[16]